# Joseph Andrews
Joseph Andrews (titolo completo originale The History of the Adventures of Joseph Andrews and of his Friend Mr. Abraham Adams. Written in imitation of Cervantes, author of Don Quixote) è un romanzo di Henry Fielding del 1742.
Scritto come risposta al Pamela di Samuel Richardson, il romanzo va oltre la parodia e fin dalla prefazione l'autore si propone di sperimentare un poema epico in prosa. Inoltre, dopo aver esaminato il concetto di comico, egli sceglie la modalità più attenuata del burlesco.
In Italia il libro ha avuto una traduzione pubblicata nel 1752 a Venezia, a cura dell'Abate Giovanni Antonio Pedrini, e una seconda traduzione (1951) di Giorgio Melchiori.

## Trama
Segue le vicende del fratello di Pamela, eroina del romanzo epistolare di Samuel Richardson. Joseph Andrews è un valletto presso un altro ramo della famiglia Booby. Questi per sfuggire alle mire della sua lussuriosa padrona (lady Booby) parte per un lungo viaggio attraverso l'Inghilterra accompagnato da un buffo parroco cristiano: Mr Adams, il quale, sebbene sia istruito e assennato, non è infatti assolutamente pratico del mondo. I due si imbattono in egoismo, cattiveria e corruzione, che contrastano nettamente con l'altruismo di Adams.

## Opere derivate
Il primo e il quarto libro del "Joseph Andrews" sono stati adattati per il teatro dallo scrittore Samuel Jackson Pratt e rappresentati il 20 aprile 1778 al Theatre Royal Drury Lane. L'opera è rimasta inedita.
Nel 1977 il romanzo costituì il soggetto del film omonimo diretto da Tony Richardson, con Peter Firth (Joseph Andrews), Ann-Margret (Lady Booby) e Michael Hordern (Parson Adams).

## Edizioni in italiano
- Henry Fielding, Avventure di Gioseffo Andrews ... Romanzo comico ... tradotto in idioma francese da una dama di Londra [or rather by Pierre François Guyot Desfontaines]; ed ora nuovamente recato alla toscana favella da Nigillo Scamandrio, Venezia, G. Zerletti, 1752-1753.
- Henry Fielding, La storia delle avventure di Joseph Andrews e del suo amico messer Abraham Adams: scritta ad imitazione della maniera del Cervantes, autore del Don Chisciotte, traduzione e introduzione di Giorgio Melchiori, Milano: Garzanti, 1951
- Henry Fielding, Joseph Andrews, Milano: Garzanti, 1973
- Henry Fielding, Joseph Andrews, introduzione di Maria Teresa Chiari Sereni; traduzione di Giorgio Melchiori, Milano: Garzanti, 1989
- Henry Fielding, Joseph Andrews, Milano: La spiga languages, 2004